# NScripter
NScripter，簡稱NS，是一款由高橋直樹所開發用於製作視覺小說或美少女遊戲的引擎。作業系統為Windows。「N」取自作者名字中的「直樹」（平假名：なおき 罗马字：Naoki）。同出自於高橋之手的Scripter3是它的前身。

## 簡介
NScripter的开发始于1999年，于2018年2月23日发布最终版。最初被称为Scripter4，因为它的前身是高橋的Scripter3；在语法上，两者非常的相近。NScripter本身只支援Windows，不過相容度極高非官方的ONScripter可支援跨平台的需求。相似的遊戲引擎還有W.Dee氏所開發的吉里吉里以及 Alicesoft 的System4.0。由於NScripter语法易懂，上手容易，執行速度快，擴充性也不錯，廣泛受到同人遊戲製作群的歡迎。引擎程式碼本身雖然為非公開，但是在非商業用途下是屬於免費軟體。

### 特点
開發者可利用中間語言來撰寫遊戲的代碼，语法类似BASIC。NScripter的API中包含许多制作视觉小说或美少女遊戲所需的基本功能，如显示文本、精灵和CG、播放音频以及处理选择分支。
为了满足更复杂的需求，開發者会使用一种叫做“系统定制”（システムカスタマイズ）的方法来修改引擎本身的行为，例如实现右键菜单、修改操作逻辑、实现API中未提供的复杂效果等功能。NScripter还可以使用外部Lua。通过这些功能，甚至可以制作模拟游戏（SLG）。

### Lua扩展
2009年4月1日发布的2.93版本，使得NScripter可以支持通过使用Lua进行扩展。
Lua以DLL的形式实现，并可以NScripter本体运作。可以从常规NScripter的脚本文件中调用Lua的所有函数，也可以在Lua中调用NScripter的所有函数，这几乎使得整个游戏脚本可以完全转移到Lua中。除了NScripter本身无法执行的复杂数字操作外，Lua还提供了脚本语言典型的完整功能。Lua使NScripter支持并行处理，现在可以同时并行操作游戏中的每个元素；例如，当播放视频时，NScripter可以同时执行其他脚本。使用Lua扩展之后，大大简化了系统定制的过程，并提供了修改引擎底层逻辑行为的可能性。然而，Lua扩展并非强制性的，因为系统定制仍然可用。

## 相关引擎
NScripter本体引擎被多次修改，有许多不同的分发版本，以添加新功能或摆脱其专有软件许可证。

### ONScripter
ONScripter是一个自由软件，旨在成为NScripter的一个免费且兼容的替代品。2002年2月6日起，由Studio O.G.A.开发。至今，ONScripter仍在更新。ONScripter通过使用SDL软件库，使得其兼容多种平台。尽管ONScripter支持基本的单字节字符（如拉丁字母、英语字母），但仍存在一些漏洞和功能不完善的地方（例如缺少回溯模式），这些问题并未得到修复。此外，由于ONScripter是一款开源引擎，所以也有不少的变体。

## 使用NScripter的著名作品

### 商用作品
- 銀色（ねこねこソフト）
- 月東日西（オーガスト）
- バイナリィ・ポット（オーガスト）
- Princess Holiday（オーガスト）
- みずいろ（ねこねこソフト）
- お姉ちゃんの3乗（Marron）
- 妳是主人我是僕君が主で執事が俺で（みなとそふと）

### 同人作品
- 暮蟬悲鳴時系列（07thExpansion）
- 海貓悲鳴時（07thExpansion）
- 月姫（TYPE-MOON）
- OneWayLove〜ミントちゃん物語（王宮魔法劇団）
- ひとかた（お竜）
- narcissu系列（ステージなな）
- 魔法言語リリカル☆Lisp
- レミュオールの錬金術師（犬と猫）
- 海洋レストラン☆海猫亭（犬と猫）
- LimitLessBit～王国の勇士たち～（犬と猫）
- まじかるブリンガーころな系列（さんだーぼると）
- 結-OneintheWorld-
- NOeSIS系列

## 相關書籍
- NScripterオフィシャルガイド
  - 介绍：NScripter官方手册，由秀和システム2004年9月11日出版（第一版）。ISBN編碼：ISBN4-7980-0867-2。
  - 注意：目前该书已经绝版，具体请参考后面的修订版
- あどばんすどNScripterオフィシャルガイド
  - 介绍：Nscripter進階官方手冊，由秀和システム2005年7月9日出版（第一版）。ISBN編碼：ISBN4-7980-1104-5
- NScripterオフィシャルガイド（改訂版）
  - 介绍：Nscripter官方手册修訂版，由秀和システム2007年12月21日出版（第一版）。ISBN編碼：ISBN978-4-7980-1852-2
- NScripterではじめるノベルゲーム制作
  - 介绍：Nscripter從無到有製作冒險（小說）遊戲，由新紀元社2006年9月1日出版（第一版）。ISBN編碼：ISBN4-7753-0496-8